# Coppa di Francia 2019-2020 (calcio femminile)
La Coupe de France féminine de football 2019-2020 è stata la diciannovesima edizione della Coppa di Francia riservata alle squadre femminili. La finale si è svolta il 9 agosto 2020 allo Stadio Abbé-Deschamps di Auxerre, tra l'Olympique Lione e il Paris Saint-Germain, conclusa con la vittoria l'OL ai tiri di rigore, dopo che i tempi regolamentari si erano conclusi a reti inviolate, e la conquista della sua nona Coppa nella sua storia sportiva. In tutte le cinque edizioni dove le due squadre si sono sfidate nella finale di Coppa, il club di Lione ha avuto il sopravvento per quattro volte, lasciando al PSG la sola vittoria nell'edizione 2017-2018.
In questa edizione sono 759 le squadre che hanno avuto accesso alla Coppa, stabilendo un primato per la competizione.

## Fase regionale
Le squadre appartenenti ai campionati regionali si sfidano per prime in gare ad eliminazione diretta.

## Fase federale

### Primo turno
Alle squadre qualificate nel turno precedente si sono aggiunti i 24 club appartenenti al campionato di Division 2.
Le gare si sono svolte tra il 23 e 24 novembre 2019. 

#### Gruppo A
| Squadra 1            | Risultato       | Squadra 2     |
| -------------------- | --------------- | ------------- |
| Olympique de Valence | 0 - 1           | Rodez         |
| Chassieu Décines FC  | 1 - 2           | OGC Nice      |
| Bastia               | 3 - 5           | FC Tarascon   |
| Montpellier          | 0 - 4           | Saint-Étienne |
| Caluire FF 1968      | 1 - 1 (2-4 dtr) | Grenoble      |
| Le Puy               | 3 - 0           | FC Chéran     |
| US Magland           | 0 – 1           | Nîmes         |
| AS Grésivaudan       | 1 - 10          | AS Monaco     |

#### Gruppo B
| Squadra 1                 | Risultato | Squadra 2               |
| ------------------------- | --------- | ----------------------- |
| Montauban                 | 4 - 1     | Tolosa                  |
| Auch Football             | 4 - 1     | Toulouse Métropole FC   |
| AS Mazères Uzos Rontignon | 5 - 1     | ES Guéret               |
| LB Châteauroux            | 2 - 0     | Foot Espoir 85 Nalliers |
| ES 3 Cités Poitiers       | 0 - 1     | La Roche-sur-Yon        |
| AS Domérat                | 0 - 5     | ASPTT Albi              |
| Chamois niortais FC       | 1 – 2     | Bergerac Périgord FC    |
| FC Gradignan              | 0 - 3     | Bourges 18              |

#### Gruppo C
| Squadra 1               | Risultato       | Squadra 2      |
| ----------------------- | --------------- | -------------- |
| AS Dirinon              | 0 - 7           | Le Mans        |
| SM Caen                 | 4 - 0           | Mordelles FC   |
| Vaux La Rochette FC     | 1 - 9           | Issy           |
| Foot50 Féminin Saint-Lô | 0 - 1           | CA Paris 14    |
| Orvault                 | 0 – 0 (3-4 dtr) | Saint-Malo     |
| Nantes                  | 3 - 4           | Orléans        |
| CPBB Rennes             | 6 - 0           | Sablé FC       |
| Lannion FC              | 0 – 8           | Stade brestois |

#### Gruppo D
| Squadra 1              | Risultato       | Squadra 2           |
| ---------------------- | --------------- | ------------------- |
| Cosmo Taverny          | 0 - 7           | Arras               |
| FC Bousbecque Féminine | 1 - 5           | Le Havre            |
| Paris UC               | 1 - 7           | Amiens SC           |
| Parisis FC             | 2 - 2 (8-9 dtr) | Olympique Mérignies |
| Val d'Europe FC        | 0 - 1           | RC Saint-Denis      |
| Valenciennes FC        | 5 - 1           | AS Beauvais Oise    |
| Grand Calais Pascal FC | 2 - 0           | US Quevilly         |
| FC Rouen Plateau Est   | 2 - 5           | Lilla               |

#### Gruppo E
| Squadra 1             | Risultato       | Squadra 2      |
| --------------------- | --------------- | -------------- |
| ESTAC Troyes          | 1 – 1 (2-4 dtr) | Vendenheim     |
| AS Musau Strasbourg   | 0 - 1           | US Saint-Vit   |
| FC Vesoul             | 4 - 0           | FC Seichamps   |
| Stade auxerrois       | 1 - 2           | Strasburgo     |
| FCSR Haguenau         | 0 – 3           | VGA Saint-Maur |
| FC Tinqueux Champagne | 2 - 11          | Yzeure         |
| FC Oberhergheim       | 1 - 6           | Thonon Évian   |
| FC Gobelins Paris 13  | 0 – 6           | Nancy          |

### Trentaduesimi di finale
Alle squadre qualificate nel turno precedente si sono aggiunti i 12 club appartenenti al campionato di Division 1.
Le gare si sono svolte il 15 dicembre 2019. 

#### Gruppo A
| Squadra 1    | Risultato       | Squadra 2     |
| ------------ | --------------- | ------------- |
| US Saint-Vit | 1 - 0           | OGC Nice      |
| Le Puy       | 2 - 2 (3-4 dtr) | Rodez         |
| Nîmes        | 0 - 4           | Thonon Évian  |
| AS Monaco    | 0 - 3           | Grenoble      |
| FC Tarascon  | 1 - 7           | Saint-Étienne |

#### Gruppo B
| Squadra 1     | Risultato       | Squadra 2                 |
| ------------- | --------------- | ------------------------- |
| Bourges 18    | 1 - 1 (2-4 dtr) | La Roche-sur-Yon          |
| ASPTT Albi    | 0 - 1           | Orléans                   |
| Montauban FC  | 8 - 2           | Bergerac Périgord FC      |
| Châteauroux   | 0 - 8           | Yzeure                    |
| Auch Football | 1 - 6           | AS Mazères Uzos Rontignon |

#### Gruppo C
| Squadra 1              | Risultato | Squadra 2      |
| ---------------------- | --------- | -------------- |
| CPBB Rennes            | 0 - 2     | RC Saint-Denis |
| Arras                  | 4 - 0     | Saint-Malo     |
| Grand Calais Pascal FC | 0 - 1     | Stade brestois |
| Le Havre               | 1 - 0     | Amiens SC      |
| SM Caen                | 0 - 3     | Le Mans        |

#### Gruppo D
| Squadra 1           | Risultato       | Squadra 2   |
| ------------------- | --------------- | ----------- |
| Strasburgo          | 0 - 3           | Lilla       |
| Issy                | 1 - 2           | Nancy       |
| Valenciennes FC     | 1 - 1 (3-4 dtr) | CA Paris 14 |
| VGA Saint-Maur      | 0 - 1           | Vendenheim  |
| Olympique Mérignies | 1 - 7           | FC Vesoul   |

## Fase finale

### Sedicesimi di finale
Nei sedicesimi di finale si aggiungono alle 20 squadre rimanenti dal turno precedente i 12 club del campionato di Division 1 2019-2020.
Le squadre sono divise in 2 gironi da 16 squadre secondo criteri geografici con 6 squadre di Division 1 in ciascun gruppo. L'estrazione degli abbinamenti su svolse mercoledì 18 dicembre 2019 e gli incontri vennero disputati tra sabato 11 e domenica 12 gennaio 2020.

#### Gruppo A
| Squadra 1              | Risultato       | Squadra 2           |
| ---------------------- | --------------- | ------------------- |
| Lilla                  | 2 – 0           | Orléans             |
| Paris FC               | 1 – 1 (4-5 dtr) | Bordeaux            |
| Brest                  | 0 – 1           | Montauban           |
| Fleury                 | 1 – 2           | Guingamp            |
| Soyaux                 | 2 – 1           | Le Havre            |
| CA Paris 14            | 1 – 1 (5-4 dtr) | Le Mans             |
| La Roche-sur-Yon       | 0 – 1           | Arras               |
| Mazères Uzos Rontignon | 0 – 9           | Paris Saint-Germain |

#### Gruppo B
| Squadra 1       | Risultato       | Squadra 2           |
| --------------- | --------------- | ------------------- |
| Vesoul          | 0 – 12          | Digione             |
| Nancy           | 0 – 2           | Thonon Évian        |
| Saint-Vit       | 0 – 4           | Rodez               |
| Grenoble        | 2 – 0           | Vendenheim          |
| Saint-Denis     | 1 – 4           | Stade Reims         |
| Yzeure          | 1 - 6           | Montpellier         |
| Metz            | 2 – 2 (5-4 dtr) | Saint-Étienne       |
| Olympique Lione | 9 - 1           | Olympique Marsiglia |

### Ottavi di finale
Gli incontri si sono svolti tra il 1º e il 2 febbraio 2020.
| Squadra 1    | Risultato       | Squadra 2           |
| ------------ | --------------- | ------------------- |
| Thonon Évian | 0 – 2           | Olympique Lione     |
| Rodez        | 0 – 6           | Paris Saint-Germain |
| Soyaux       | 0 – 1           | Guingamp            |
| Montpellier  | 7 – 1           | Metz                |
| Grenoble     | 0 – 1           | Arras               |
| CA Paris 14  | 0 – 8           | Stade Reims         |
| Lilla        | 0 – 1           | Digione             |
| Montauban    | 1 – 1 (2-4 dtr) | Bordeaux            |

### Quarti di finale
Gli incontri vennero disputati il 15 e 16 febbraio 2020.
| Squadra 1   | Risultato       | Squadra 2           |
| ----------- | --------------- | ------------------- |
| Guingamp    | 2 – 1           | Stade Reims         |
| Digione     | 0 – 2           | Olympique Lione     |
| Montpellier | 3 – 3 (5-6 dtr) | Bordeaux            |
| Arras       | 1 – 3           | Paris Saint-Germain |

### Semifinali
Gli incontri, inizialmente previsti per il 21 e 22 marzo 2020 e rimandati a causa della pandemia di COVID-19, si disputarono entrambi domenica 2 agosto 2020.
| Squadra 1 | Risultato | Squadra 2           |
| --------- | --------- | ------------------- |
| Guingamp  | 0 – 1     | Olympique Lione     |
| Bordeaux  | 1 – 2     | Paris Saint-Germain |

### Finale
| Arbitro: | Victoria Beyer |

|                                        |                      |                                    |
| Majri Marozsán Renard Le Sommer Bronze | Tiri di rigore 4 – 3 | Nadim Däbritz Bruun Endler Khélifi |

#### Formazioni
| P                | 16 | Sarah Bouhaddi           |  |           |
| D                | 2  | Lucy Bronze              |  |           |
| D                | 21 | Kadeisha Buchanan        |  |           |
| D                | 3  | Wendie Renard            |  |           |
| D                | 4  | Selma Bacha              |  | 62’       |
| C                | 6  | Amandine Henry           |  | 74’       |
| C                | 5  | Saki Kumagai             |  |           |
| A                | 20 | Delphine Cascarino       |  | 74’       |
| C                | 10 | Dzsenifer Marozsán       |  |           |
| A                | 17 | Nikita Parris            |  | 90’       |
| C                | 7  | Amel Majri               |  |           |
| A disposizione:  |    |                          |  |           |
| P                | 40 | Katriina Talaslahti      |  |           |
| A                | 9  | Eugénie Le Sommer        |  | 62’ 90+1’ |
| C                | 8  | Sara Björk Gunnarsdóttir |  | 74’       |
| A                | 11 | Shanice van de Sanden    |  | 74’       |
| A                | 31 | Jodie Taylor             |  | 90’       |
| D                | 15 | Alex Greenwood           |  |           |
| D                | 18 | Alice Sombath            |  |           |
| C                | 22 | Sally Julini             |  |           |
| A                | 23 | Janice Cayman            |  |           |
| Allenatore:      |    |                          |  |           |
| Jean-Luc Vasseur |    |                          |  |           |

| P                 | 16 | Christiane Endler       |  |           |
| D                 | 12 | Ashley Lawrence         |  | 90+5’     |
| D                 | 4  | Paulina Dudek           |  | 17’       |
| D                 | 14 | Irene Paredes           |  |           |
| D                 | 20 | Perle Morroni           |  |           |
| C                 | 11 | Kadidiatou Diani        |  |           |
| C                 | 8  | Grace Geyoro            |  |           |
| C                 | 24 | Formiga                 |  | 57’       |
| C                 | 21 | Sandy Baltimore         |  | 74’       |
| A                 | 23 | Jordyn Huitema          |  | 74’       |
| A                 | 9  | Marie-Antoinette Katoto |  | 90+5’ 28’ |
| A disposizione:   |    |                         |  |           |
| P                 | 1  | Charlotte Voll          |  |           |
| C                 | 27 | Léa Khelifi             |  | 90+5’     |
| C                 | 13 | Sara Däbritz            |  | 57’       |
| C                 | 7  | Ramona Bachmann         |  | 74’       |
| A                 | 10 | Nadia Nadim             |  | 74’       |
| A                 | 22 | Signe Bruun             |  | 90+5’     |
| D                 | 5  | Alana Cook              |  |           |
| C                 | 6  | Luana                   |  |           |
| C                 | 15 | Karina Sævik            |  |           |
| Allenatore:       |    |                         |  |           |
| Olivier Echouafni |    |                         |  |           |